# David Stifler Johnson
David Stifler Johnson (9 de dezembro de 1945 – 8 de março de 2016) foi um cientista da computação estadunidense especializado em algoritmos e otimização. Foi o chefe do Departamento de Algoritmo e Otimização do AT&T Labs de 1988 a 2013, além de professor visitante na Universidade Columbia de 2014 a 2016. Recebeu em 2010 o Prêmio Knuth.
Johnson nasceu em 1945 em Washington, D.C. Foi graduado summa cum laude no Amherst College em 1967, S.M. (1968) e Ph.D. (1973) no Instituto de Tecnologia de Massachusetts. Seus três títulos são em matemática. Em 1995 tornou-se fellow da Association for Computing Machinery, e tornou-se membro da Academia Nacional de Engenharia dos Estados Unidos em 2016.
Johnson foi o coautor de Computers and Intractability: A Guide to the Theory of NP-Completeness (ISBN 0-7167-1045-5). A 8 de julho de 2016, suas publicações haviam sido citadas mais de 100.000 vezes, e possuía um índice h de 79.
David Johnson morreu em 8 de março de 2016, aos 70 anos.